# Jean-Étienne Amaury
Pour les articles homonymes, voir Amaury.
Jean-Étienne Amaury, né le 11 mars 1977, est un homme d'affaires français.

## Biographie
Jean-Étienne Amaury est le fils de Philippe Amaury (1940-2006) et de Marie-Odile Amaury (PDG du groupe Amaury). Jean-Etienne Amaury est titulaire d'un diplôme de Centrale Lille et d’un MBA de l’université californienne de Stanford. Il a travaillé chez Bloomberg.
Alors que la société organisatrice du Tour de France était en conflit ouvert avec l'Union cycliste internationale, l'arrivée de Jean-Étienne Amaury à la tête d'ASO à la place de Patrice Clerc coïncide avec la réconciliation entre les organisateurs du Tour de France et l'Union Cycliste Internationale,.
Il remplace Patrice Clerc en 2009 à la présidence d'Amaury Sport Organisation, filiale du Groupe Amaury. Amaury Sport Organisation est la société organisatrice du Tour de France et du Rallye Dakar.